# Décimo segundo Doutor
O Décimo segundo Doutor (em inglês: Twelfth Doctor) é uma encarnação do Doutor, o protagonista da série britânica de ficção científica chamada Doctor Who. É interpretado por Peter Capaldi, que assumiu o papel no final de 2013, no especial de Natal "The Time of the Doctor", logo após a saída de Matt Smith.
Dentro da narratva do programa, o Doutor é um alienígena humanoide viajante do tempo de uma raça conhecida como Senhores do Tempo. Quando ele está gravemente ferido pode regenerar seu corpo, mas ao fazer isso, ganha uma nova aparência física e, com ela, uma nova personalidade. Este mecanismo permitiu que o Doutor fosse interpretado por uma série de atores ao longo dos mais de 60 anos do programa. A interpretação do Doutor por Capaldi é um personagem espinhoso, brusco, contemplativo e pragmático que esconde suas emoções ao tomar decisões difíceis e às vezes implacáveis. Com o tempo, ele se torna mais gentil, compassivo e mostra mais abertamente seu altruísmo.
Os acompanhantes desta encarnação incluem a professora Clara Oswald (Jenna Coleman), que havia viajado com sua encarnação anterior, a assistente de cantina e aluna Bill Potts (Pearl Mackie) e o alienígena Nardole (Matt Lucas). Ele também fez uma aparição especial no spin-off Class, aparecendo no primeiro episódio do programa.

## Antecedentes
Dentro da narrativa da série, o Doutor é um alienígena de séculos, um Senhor do Tempo do planeta Gallifrey, que viaja no tempo e no espaço em sua TARDIS, freqüentemente com companheiros. Quando o Doutor está gravemente ferido, ele pode regenerar seu corpo, mas ao fazê-lo, ganha uma nova aparência física e com ele, uma nova personalidade distinta.
Peter Capaldi já havia aparecido em outros papéis na franquia Doctor Who. Ele retratou Lucius Caecilius Iucundus no episódio de 2008 "The Fires of Pompeii", fazendo dele o segundo ator a ter sido escalado para o papel de Doutor após já ter aparecido na série (Colin Baker foi apresentado como o Sexto Doutor após sua aparição em Arc of Infinity); Capaldi também apareceu como John Frobisher em Children of Earth em 2009, no spin-off Torchwood.

Capaldi fez sua primeira aparição no episódio especial de 50 anos The Day of the Doctor como uma participação especial, assumindo o papel no episódio seguinte, "The Time of the Doctor". Ele será acompanhado na oitava temporada por sua companheira Clara Oswald (Jenna Coleman). Aos 55 anos de idade, Capaldi tem a mesma idade de William Hartnell (o Primeiro Doutor), quando ele foi escalado para o papel, e é o ator mais velho desde Hartnell a estrelar a série.

## Apresentação
Matt Smith, ator que representa o Décimo primeiro Doutor, anunciou sua saída de Doctor Who em 1 de junho de 2013. Antes da revelação de Capaldi como o próximo Doctor, houve ampla especulação da mídia sobre o assunto.  Em 3 de agosto de 2013, o editor William Hill acabou com as apostas quando Capaldi tornou-se o 5-6 favorito para ser o escolhido. Capaldi foi revelado no dia 4 de agosto, durante uma transmissão ao vivo intitulado de Doctor Who Live: The Next Doctor on BBC One. Enquanto ele foi assistido por uma média de 6,27 milhões de pessoas no Reino Unido, o programa também foi assistido simultaneamente nos Estados Unidos, Canadá e Austrália 
O escritor e produtor de Doctor Who Steven Moffat disse que Capaldi "passou brevemente por sua mente" enquanto lançou o Décimo primeiro Doutor, mas que rejeitou a ideia, pensando que ele não era certo para o papel. Ben Stephenson, comissário de drama da BBC, disse que Capaldi foi sugerido meses antes da revelação de agosto e que a audição secreta foi realizada na casa de Moffat. Capaldi se preparou para o teste baixando da internet velhos scripts de Doctor Who e praticou na frente de um espelho. Ele descobriu que tinha conseguido o papel durante as filmagens de The Musketeers. Depois de perder um telefonema de seu agente pois havia colocado seu celular no "modo silencioso", Capaldi retornou a ligação e foi saudado por seu agente com um "Olá, Doutor!".